# Wunderwaffen
Wunderwaffen (română: arma minune) este termenul german pentru o încercare de realizare a unei superarme de către naziști care ar fi pus capăt celui de-al doilea război mondial.. Abrevierea acestui termen este Wuwa.
Hitler era un partizan al OZN-urilor și s-a gândit să-și dezvolte propria versiune a acestora, pe baza textelor vedice. Deși germanii nu au realizat această superarmă, există numeroase rapoarte ale piloților americani care bombardau orașele germane în care raportau că au văzut globuri luminoase apropiindu-se de avioanele lor, așa numitele Foo Fighters (de la feu" care în franceză înseamnă foc). Au fost sute de cazuri de raportări ale unor Foo Fighters deasupra Europei occidentale, fiind descrise ca nave de diverse forme, sau pur si simplu, globuri de lumină.
George Noory:’’ Erau sute de cazuri (de Foo Fighters), dar nici unul nu părea să fie dăunător avioanelor, dar erau peste tot’’. Uneori avioanele aliate aveau probleme mecanice la apriția lor, iar unii piloți au raportat că au zburat direct prin ele de parcă OZN-urile nu aveau masă.
Existau teorii că aceste Foo Fighters erau Wunderwaffen, arma minune a germanilor. Potrivit unor cercetători naziștii dezvoltaseră o tehnologie avansată, tehnologia antigravitațională pe bază de mercur (referință David Childress – ’’Technology of the Gods’’).
Puțini istorici au scris despre Foo Fighters considerate a fi un fel de globuri de plasmă produse de mercur care aveau ca scop producerea unor câmpuri și descărcări magnetice puternice care ar fi oprit motoarele avioanelor și ar fi generat interferențe în circuitele electrice. OZN-iștii/Ufologii consideră că germanii aveau tehnologie extraterestră de la un OZN despre care se presupune că s-ar fi prăbușit în Munții Pădurea Neagră lângă Freiburg, Germania, în 1936 (referință L.A. Marzulli – ’’The Alien Interviews’’) (referință George Noory, realizator de emisiuni radio la Coast to Coas AM).
La finalul războiului, americanii au realizat Operațiunea Paperclip prin care tehnologia avansată germană a fost dusă în Statele Unite (motoarele cu reacție, avioanele cu motoare rachetă, proiectarea de rachete în trepte a lui von Baun, planul unei stații spațiale circulare, etc.).